# Dolné Otrokovce
Dolné Otrokovce és un poble i municipi d'Eslovàquia que es troba a la regió de Trnava, a l'oest del país. La primera menció escrita de la vila es remunta al 1113.

## Demografia
| Godina             | 1994 | 2004   | 2014    | 2024   |
| ------------------ | ---- | ------ | ------- | ------ |
| Nombre de persones | 318  | 342    | 382     | 396    |
| Diferència         |      | +7,54% | +11,69% | +3,66% |

| Godina             | 2023 | 2024   |
| ------------------ | ---- | ------ |
| Nombre de persones | 395  | 396    |
| Diferència         |      | +0,25% |